# Gáshólmur
Gáshólmur er en lille holm på sydsiden  af fjorden Sørvágsfjørður og en af de øer, som ligger længst mod vest på Færøerne. Øst for denne holm ligger holmen Tindhólmur. Holmen er ubeboet, men der findes søfugle og får, som flyttes til holmen hvert år af lokalbefolkningen i Sørvágur.
Den højeste punkt er 65 meter over havets overflade og det samlede areal er 19 ha.
62°04′48″N 7°27′40″V / 62.08°N 7.461°V